# Вилма Ножинић
Вилма Ножинић (Пожега, 26. новембар 1897 – Умаг, 2. март 1975) била је хрватска оперска певачица, сопран. Била је првакиња Хрватског народног казалишта у Загребу, али изузетно цењена и ван граница Хрватске. 
Студије клавира завршила је 1918. године, на школи Хрватског глазбеног завода и пјевања, а на Музичкој академији у Загребу дебитовала је 1927. године. У периоду од 1920. до 1930. године радила је као наставница клавира. Била је певачица предивног гласа, врхунске музикалности и смисла за интерпретацију. И поред многих позива из иностранства, остала је верна Хрватском народном казалишту, где је дочекала и пензију 1954. године.
У току своје каријере играла је у преко седамдесет улога, од лирских на почетку, до изразито драмских при крају каријере. Главне улоге остварила је у операма Вердија, Вагнера, Маснеа, Гуноа, Сметане, Чајковског, Моцарта, Готовца, Лисинског, Зајца, Бетовена, Пучинија, и многих других. Добила је Награду Владимир Назор за животно дело 1969. године. Са колегом Владимиром Ружђаком, наступала је у дворани Задужбине Илије М. Коларца 1948. године.